# Église Saint-Claude de Val-des-Prés
L'église Saint-Claude est une église catholique située à Val-des-Prés, en France.

## Localisation
L'église est située dans le département français des Hautes-Alpes, sur la commune de Val-des-Prés, au hameau du Serre.

## Historique
Le 6 février 1460, les habitants de Val-des-Prés demandent au prince Jean, archevêque et prince d’Embrun, d’ériger la chapelle Saint-Claude en église paroissiale. 
Le clocher est typique des églises briançonnaises qui furent construites à la fin du XVe siècle et au début du XVIe siècle . Il porte la date de 1551. Les autres parties du bâtiment sont plus récentes, et correspondent à des agrandissements qui furent réalisés aux XVIIe et XIXe siècles.
Le porche constitue un dispositif architectural unique en Briançonnais.
L’église de style baroque piémontais est classée  monument historique depuis novembre 1989. Depuis le classement l'église a bénéficié d'un vaste chantier de restauration, grâce à une collaboration fructueuse entre les services de la culture, de la commune et d'une association de sauvegarde, l'église peut se visiter les après-midi les week-ends en période estivale ou sur rendez-vous avec l'association. Se renseigner auprès de la mairie pour obtenir les coordonnées.